# Persone di nome Carolyn
| Questa pagina contiene informazioni ricavate automaticamente dalle voci biografiche con l'ausilio del template Bio e di un bot. L'aggiornamento è periodico e automatico e ricostruisce completamente la pagina. Se manca una persona in questa lista, sei pregato di non aggiungerla, ma accertati piuttosto che la sua voce biografica contenga il template Bio e che i dati anagrafici siano correttamente compilati. Se il template Bio manca, inseriscilo tu stesso o, in alternativa, metti l'avviso {{tmp\|Bio}} che ne segnala la mancanza. Se i dati riportati sono sbagliati, correggi direttamente la voce biografica; le modifiche saranno visibili in questa lista entro pochi giorni. Per chiarimenti vedi il progetto antroponimi. La lista contiene solo le 54 persone che sono citate nell'enciclopedia e per le quali è stato implementato correttamente il template Bio. Pagina aggiornata al 16 ott 2024. |

Questa è una lista di persone presenti nell'enciclopedia che hanno il prenome Carolyn, suddivise per attività principale.

## Artiste(1)
- Carolyn Mary Kleefeld, artista, scrittrice e poetessa statunitense (Catford)

## Astrofisiche(1)
- Carolyn Porco, astrofisica, astronoma e divulgatrice scientifica statunitense (New York, n. 1953)

## Astronome(1)
- Carolyn Jean Spellmann Shoemaker, astronoma statunitense (Gallup, n. 1929 - Gallup, † 2021)

## Attrici(11)
- Carolyn Conwell, attrice statunitense (Chicago, n. 1930 - Long Beach, † 2012)
- Carolyn Craig, attrice statunitense (Valley Stream, n. 1934 - Culver City, † 1970)
- Carolyn Genzkow, attrice tedesca (Amburgo, n. 1992)
- Carolyn Hennesy, attrice e scrittrice statunitense (Los Angeles, n. 1962)
- Carolyn Jones, attrice statunitense (Amarillo, n. 1930 - West Hollywood, † 1983)
- Carolyn Kirsch, attrice, ballerina e cantante statunitense (Shreveport, n. 1942)
- Carolyn Lawrence, attrice e doppiatrice statunitense (Baltimora, n. 1967)
- Carolyn McCormick, attrice statunitense (Midland, n. 1959)
- Carolyn Pickles, attrice britannica (Wakefield, n. 1952)
- Carolyn Purdy, attrice e sceneggiatrice statunitense (Michigan, n. 1947)
- Carolyn Seymour, attrice britannica (Aylesbury, n. 1947)

## Cantanti(2)
- Carolyn Dennis, cantante e attrice statunitense (n. 1954)
- Carolyn Franklin, cantante e cantautrice statunitense (Memphis, n. 1944 - Bloomfield, † 1988)

## Cantautrici(2)
- Carolyn Hester, cantautrice statunitense (Waco, n. 1937)
- Carolyn Dawn Johnson, cantautrice canadese (Grande Prairie, n. 1971)

## Cestiste(6)
- Carolyn Bush, ex cestista statunitense (n. 1952)
- Carolyn Ganes, ex cestista canadese (Saskatoon, n. 1984)
- Carolyn Jones, ex cestista statunitense (Bay Springs, n. 1969)
- Carolyn Miller, cestista e allenatrice di pallacanestro statunitense (Tucker, n. 1938 - Tomball, † 2008)
- Carolyn Peck, ex cestista e allenatrice di pallacanestro statunitense (Jefferson City, n. 1966)
- Carolyn Swords, ex cestista statunitense (Sudbury, n. 1989)

## Chimiche(1)
- Carolyn R. Bertozzi, chimica statunitense (Boston, n. 1966)

## Danzatrici(2)
- Carolyn Carlson, danzatrice e coreografa statunitense (Oakland, n. 1943)
- Carolyn Smith, ballerina, coreografa e personaggio televisivo britannica (Glasgow, n. 1960)

## Giocatrici di curling(1)
- Carolyn Darbyshire, giocatrice di curling canadese (Arborg, n. 1963)

## Modelle(2)
- Carolyn Murphy, supermodella statunitense (Fort Walton Beach, n. 1974)
- Carolyn Suzanne Sapp, modella statunitense (Kona, n. 1967)

## Nuotatrici(5)
- Carolyn Rayna Buckle, nuotatrice artistica singaporiana (n. 2000)
- Carolyn House, ex nuotatrice statunitense (Los Angeles, n. 1945)
- Carolyn Schuler, nuotatrice statunitense (San Francisco, n. 1943 - † 2024)
- Carolyn Waldo, nuotatrice artistica canadese (Montréal, n. 1964)
- Carolyn Wood, ex nuotatrice statunitense (Portland, n. 1945)

## Paroliere(1)
- Carolyn Leigh, paroliera statunitense (New York, n. 1926 - New York, † 1983)

## Poetesse(2)
- Carolyn Kizer, poetessa e traduttrice statunitense (Spokane, n. 1925 - Sonoma, † 2014)
- Carolyn D. Wright, poetessa statunitense (Mountain Home, n. 1949 - Barrington, † 2016)

## Politiche(5)
- Carolyn Bourdeaux, politica statunitense (Roanoke, n. 1970)
- Carolyn Cheeks Kilpatrick, politica statunitense (Detroit, n. 1945)
- Carolyn Goodman, politica statunitense (New York, n. 1939)
- Carolyn B. Maloney, politica statunitense (Greensboro, n. 1946)
- Carolyn McCarthy, politica statunitense (Brooklyn, n. 1944)

## Pubblicitarie(1)
- Carolyn Bessette, pubblicitaria, direttrice artistica e modella statunitense (New York, n. 1966 - Martha's Vineyard, † 1999)

## Registe(1)
- Carolyn Beug, regista statunitense (Santa Monica, n. 1953 - New York, † 2001)

## Scrittrici(7)
- C. J. Cherryh, scrittrice statunitense (Saint Louis, n. 1942)
- Carolyn Christov-Bakargiev, scrittrice e storica statunitense (Ridgewood, n. 1957)
- Carolyn Hart, scrittrice statunitense (n. 1936)
- Carolyn Gold Heilbrun, scrittrice e attivista statunitense (East Orange, n. 1926 - New York, † 2003)
- Carolyn Keene, scrittrice statunitense (n. 1905 - † 2002)
- Carolyn Wells, scrittrice e poetessa statunitense (Rahway, n. 1862 - New York, † 1942)
- Carolyn Wheat, scrittrice statunitense (Green Bay, n. 1946)

## Soprani(1)
- Carolyn Sampson, soprano britannico (Bedford, n. 1974)

## Tenniste(1)
- Carrie Meyer, ex tennista statunitense (Indianapolis, n. 1955)